# Agnès Marcetteau-Paul
Agnès Marcetteau-Paul, née à Avranches le 21 janvier 1960, est une bibliothécaire et historienne française.

## Biographie
Après des études à l'École des chartes, où elle obtient en 1983 le diplôme d'archiviste paléographe grâce à une thèse sur les théâtres des foires Saint-Germain et Saint-Laurent dans la première moitié du XVIIIe siècle, elle est nommée à la bibliothèque municipale de Nantes le 16 juillet 1983. En 2012 elle est nommée conservatrice du Musée Jules-Verne de Nantes. Membre du Comité de rédaction de la Revue Jules Verne de 2003 à 2011, elle gère le Fonds vernien de la bibliothèque de Nantes qu'elle contribue à médiatiser et est la fondatrice de la Revue Planète Jules Verne (2013).

## Travaux
- Nantes en 1900, 1992
- Volontaires nantais : à l'armée des Pyrénées, Siloë, 1993
- Hugues Rebell inédit, Les Amis de la Bibliothèque municipale de Nantes, 1994
- Montaigne propriétaire foncier : inventaire raisonné du Terrier de Montaigne, conservé à la Bibliothèque municipale de Bordeaux, Honoré Champion, 1995
- Jules Verne écrivain, collectif (avec Claudine Sainlot), Coiffard/Joca Séria, 2000
- Jules Verne : les mondes inventés, collectif, 2000
- Paul Louis Rossi : paysage intérieur, 2004
- Entretiens avec Michel Butor, Revue Jules Verne no 18, 2005
- Musée Jules Verne, avec Jacques Boislève, Éditions 303, 2005
- Marcel Schwob : l'homme au masque d'or, 2006
- Les Naufragés du Fol Espoir: Création du Théâtre du Soleil, Coiffard, 2013
- Images de Jules Verne, Éditions 303, 2014